# 55565 Aya
(55565) Aya, chỉ định tạm thời 2002 AW197, là một vật thể bên ngoài sao Hải Vương cổ điển, không cộng hưởng từ vành đai Kuiper ở khu vực ngoài cùng của Hệ Mặt trời, còn được gọi là cubewano. Với đường kính ít nhất 700 kilômét (430 dặm) vật thể này được xem xét là một ứng viên của danh sách các hành tinh lùn. Tancredi lưu ý rằng các quan sát trắc quang cho thấy rằng nó là một hình cầu có một suất phản chiếu cao và các điểm phản chiếu nhỏ. Tuy nhiên, suất phản chiếu thấp cho thấy nó không có địa chất hành tinh. Nó được phát hiện tại Đài thiên văn Palomar năm 2002 và có thời gian quay là 8,8 giờ và có màu đỏ vừa phải.

## Miêu tả

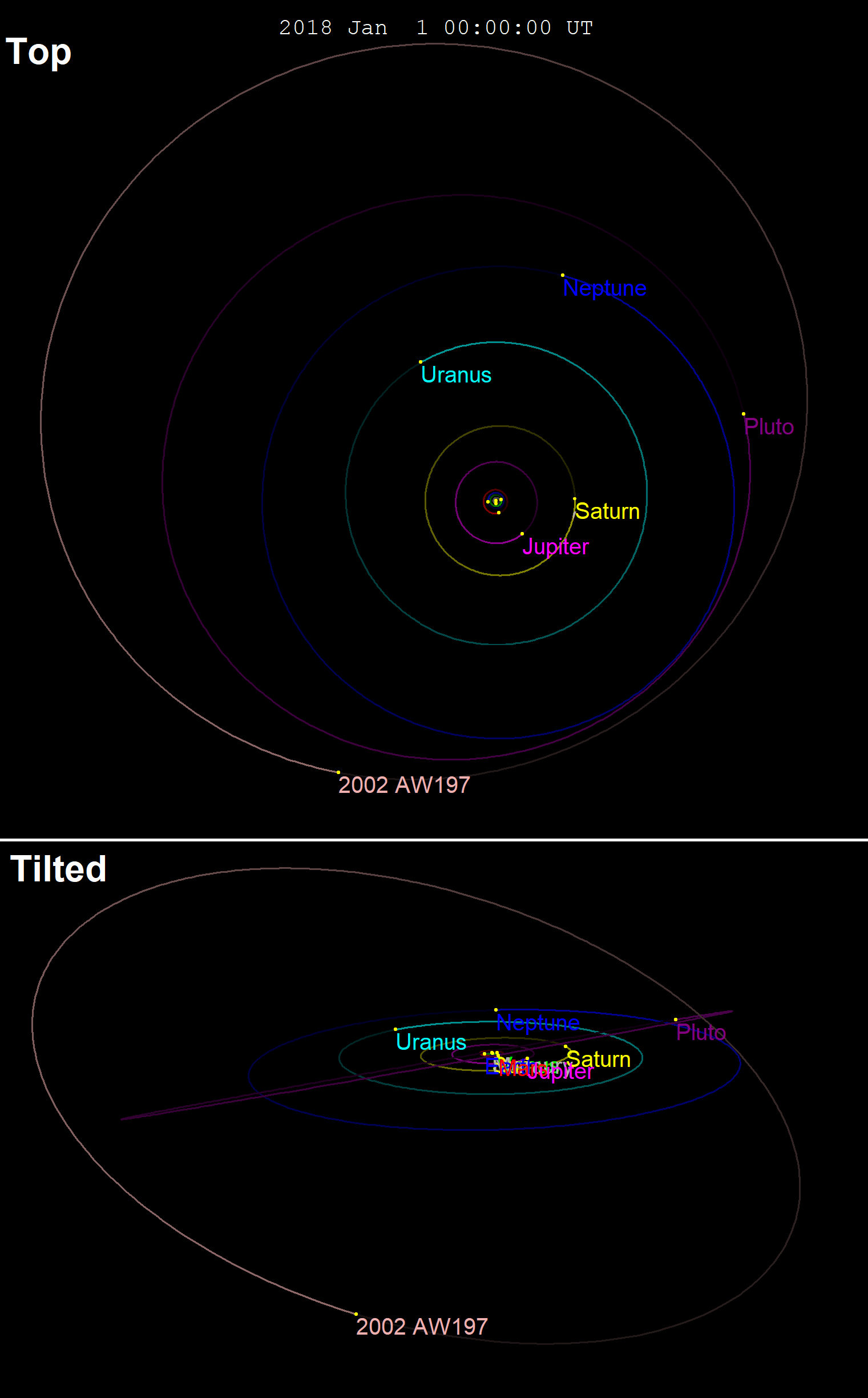
Quỹ đạo nằm ngoài sao Diêm Vương, với độ nghiêng cao hơn và mặt phẳng quỹ đạo rất khác nhau

### Khám phá
2002 AW197 được phát hiện vào ngày 10 tháng 1 năm 2002, bởi các nhà thiên văn học tại Đài thiên văn Palomar ở California. Các nhà thiên văn học liên quan đến dự án này bao gồm Michael Brown, Chad Trujillo, Eleanor Helin, Michael Hicks, Kenneth Lawrence và Steven H. Pravdo. Nó nằm gần Vành đai Kuiper.

### Quỹ đạo và phân loại
NÓ quay quanh Mặt trời ở khoảng cách 41.1–53.6 AU cứ sau 325 năm và 9 tháng một lần (118,996 ngày; bán trục lớn o47.35 AU). Quỹ đạo của nó có độ lệch tâm là 0.13 và độ nghiêng quỹ đạo là 24° so với hoang đạo. Vòng cung quan sát của thiên thể bắt đầu bằng một khám phá trước được thực hiện tại Haleakala-NEAT / GEODSS (566) vào tháng 12 năm 1997, hơn 4 năm trước khi quan sát khám phá chính thức tại Palomar. Tại 45.4 AU từ Mặt trời, nó tiếp tục từ từ tiếp cận Mặt trời cho đến khi củng điểm đi qua 41.1 AU vào tháng 5 năm 2077.

### Tính chất vật lý
Các quan sát kết hợp phát xạ nhiệt của Đài quan sát không gian Herschel và Kính viễn vọng không gian Spitzer cho ra kết quả đường kính  một suất phản chiếu hình học là à ☃☃ 

#### Bề mặt
Phân tích phổ ESO cho thấy độ dốc màu đỏ mạnh và không có sự hiện diện của băng nước  (trái ngược với Quaoar, cũng màu đỏ) cho thấy vật liệu hữu cơ (xem so sánh màu sắc và thành phần điển hình được suy ra từ phổ của TNOs).